# Бранко Панов
Бранко Панов (на македонска литературна норма: Бранко Панов) е историк, медиевист византолог, от Република Македония.

## Биография
Роден е на 22 март 1932 година в Струмица, тогава в Кралство Югославия, днес в Северна Македония. Основно и средно образование завършва в Струмица. В 1955 година завършва история във Философския факултет на Скопския университет, където защитава и докторат. Дългогодишен професор е по „История на Византия“ и „История на македонския народ – Средновековие“ във Философския факултет в Скопие (1976 - 1997). В продължение на редица учебни години преподава и на студенти по география, етнология и журналистика, както и на тези в следдипломно обучение в Природно-математическия и в Юридическия факултет в Скопие. Главен и отговорен редактор е на списание „История“, председател на Управителния съвет, председател на Съвета, член на Югославския византологичен комитет и първи председател на събранието на Македоно-украинското дружество за културно сътрудничество.
Умира в Скопие на 10 януари 2002 година.